# 1600-as évek
Évszázadok: 16. század · 17. század · 18. század
Évtizedek: 1550-es évek · 1560-as évek · 1570-es évek · 1580-as évek · 1590-es évek · 1600-as évek · 1610-es évek · 1620-as évek · 1630-as évek · 1640-es évek · 1650-es évek
Évek: 1600 · 1601 · 1602 · 1603 · 1604 · 1605 · 1606 · 1607 · 1608 · 1609

## Háború és politika
- Vitéz Mihály vajda pár hónapig megszerzi Erdély trónját.
- A tizenöt éves háborút lezáró zsitvatoroki béke-kötése.
- Bocskai István egy időre biztosítja Erdély függetlenségét a Habsburgoktól.
- A hollandok az ekkor még egyfajta senki földjének számító Tajvanon alakítanak ki – kínai engedéllyel – gyarmatot, elsősorban kínai kereskedelmük bonyolítására.[1]